# Heliomycopsis
Heliomycopsis — рід грибів. Назва вперше опублікована 1949 року.